# Eucereon davidi
Eucereon davidi är en fjärilsart som beskrevs av Paul Dognin 1889. Eucereon davidi ingår i släktet Eucereon och familjen björnspinnare. Inga underarter finns listade i Catalogue of Life.